# Тияпино
Тияпино (рос. Тияпино) — село в Інзенському районі Ульяновської області Російської Федерації.
Населення становить 308 осіб. Входить до складу муніципального утворення Валгуське сільське поселення.

## Історія
Від 2004 року входить до складу муніципального утворення Валгуське сільське поселення.

## Населення
| 2010 |
| ---- |
| 308  |